# Acraea lucida
Acraea lucida är en fjärilsart som beskrevs av Talbot 1932. Acraea lucida ingår i släktet Acraea och familjen praktfjärilar. Inga underarter finns listade i Catalogue of Life.